# Sverige idag
Sverige idag är ett nyhetsprogram som har sänts i Sveriges Television sedan den 18 januari 2011. Programmet sänds på SVT1 varje vardag klockan 17:30 från den regionala redaktionen i Umeå, och samlar "de största och intressantaste nyheterna från SVT:s 21 lokala nyhetsprogram".
Programledare 2025 är Helena Wink, Julia Hedlund och Wilma Björn.